# Pierre-Marie Carré
Pierre-Marie Joseph Carré (Serques, 22 de abril de 1947) es un eclesiástico, profesor y teólogo católico francés.

## Biografía
Pierre-Marie Joseph nació el día 22 de abril de 1947, en la localidad francesa de Serques. Hijo de Joseph Carré (agricultor) y de Rachel Auxenfants.
Realizó su formación secundaria en el seminario menor de "Bon Encontre", en la diócesis de Agen y en la de Montauban; obteniendo el título de Bachiller en 1966.
Inició su formación sacerdotal en el Seminario Mayor de Burdeos, para el curso de Filosofía. Después de su servicio militar regresó a ese mismo instituto para estudiar Teología. Luego continuó sus estudios en el Pontificio Seminario Francés (1973-1977).
Obtuvo la licenciatura en Teología, en la Pontificia Universidad Gregoriana (1973-1975); además de la licenciatura en Sagradas Escrituras, en el Pontificio Instituto Bíblico (1975-1977).
Se formó (1979-1980) en el Instituto para la Formación de Educadores del Clero en París.

### Sacerdocio
Fue ordenado diácono el 1 de julio de 1973, a manos del obispo Roger Johan. Su ordenación sacerdotal fue el 7 de septiembre de 1974, en la Iglesia Saint-Jean de  Prayssas; a manos del mismo obispo.
En esa misma circunscripción eclesiástica se incardinó.
Como sacerdote desempeñó los siguientes ministerios:
- Profesor de Sagrada Escritura, en el Seminario Mayor de Burdeos (1977-1980).[2]

- Superior del Seminario Interdiocesano de Poitiers, 1.° ciclo (1980-1989), y del 2.° ciclo (1989-1993).
- Párroco del sector parroquial de Astaffort.
- Vicario episcopal encargado de la formación permanente de sacerdotes y laicos (1993-1995).
- Responsable del servicio diocesano de vocaciones (1994-1998).
- Administrador diocesano de Agen (1996-1997).[5]
- Vicario general de Agen (1995-1996; 1997-2000).

## Episcopado

### Arzobispo de Albi
El 13 de julio del 2000, el papa Juan Pablo II lo nombró arzobispo de Albi. Recibió la consagración episcopal el 8 de octubre del mismo año, a manos del entonces arzobispo de Toulouse, Émile Marcus.
El 8 de diciembre de 2002, la arquidiócesis pasó a formar parte de la provincia eclesiástica de Toulouse; pasando de ser metropolita a ser obispo diocesano (con título de arzobispo).

### Arzobispo de Montpellier
El 14 de mayo de 2010, el papa Benedicto XVI lo nombró arzobispo coadjutor de Montpellier. El 3 de junio de 2011, aceptada la renuncia de Guy Thomazeau, pasó automáticamente a ser arzobispo de Montpellier, sin necesidad de otro nombramiento.
Desde noviembre de 2009, es miembro del grupo de trabajo "Ecología y medio ambiente", dirigido por Marc Stenger.[cita requerida]
- Presidente de la Comisión Doctrinal de la CEF, hasta 2013.[3]
- Vicepresidente de la CEF (2013-2019).

El 5 de enero de 2011, fue nombrado miembro del Pontificio Consejo para la Promoción de la Nueva Evangelización.
El 22 de octubre de 2011, fue nombrado Secretario Especial del XIII Sínodo General de los Obispos.
- Miembro de la Comisión Doctrinal de la CEF (2019-2022).

### Renuncia
El 9 de julio de 2022, el papa Francisco aceptó su renuncia al gobierno pastoral de la arquidiócesis.

## Condecoración
| Insignia | Título                                             | Fecha               | Otorgado por              | Ref.   |
| -------- | -------------------------------------------------- | ------------------- | ------------------------- | ------ |
|          | Oficial de la Orden Nacional de la Legión de Honor | 14 de julio de 2005 | Presidente Jacques Chirac | [ 15 ] |